# Danny Ramirez
Pour les articles homonymes, voir Ramirez.
 (janvier 2024).
La mise en forme du texte ne suit pas les recommandations de Wikipédia : il faut le « wikifier ».
Les points d'amélioration suivants sont les cas les plus fréquents :
- Les titres sont pré-formatés par le logiciel. Ils ne sont ni en capitales, ni en gras.
- Le texte ne doit pas être écrit en capitales (les noms de famille non plus), ni en gras, ni en italique, ni en « petit »…
- Le gras n'est utilisé que pour surligner le titre de l'article dans l'introduction, une seule fois.
- L'italique est rarement utilisé : mots en langue étrangère, titres d'œuvres, noms de bateaux, etc.
- Les citations ne sont pas en italique mais en corps de texte normal. Elles sont entourées par des guillemets français : « et ».
- Les listes à puces sont à éviter, des paragraphes rédigés étant largement préférés. Les tableaux sont à réserver à la présentation de données structurées (résultats, etc.).
- Les appels de note de bas de page (petits chiffres en exposant, introduits par l'outil «  Source ») sont à placer entre la fin de phrase et le point final[comme ça].
- Les liens internes (vers d'autres articles de Wikipédia) sont à choisir avec parcimonie. Créez des liens vers des articles approfondissant le sujet. Les termes génériques sans rapport avec le sujet sont à éviter, ainsi que les répétitions de liens vers un même terme.
- Les liens externes sont à placer uniquement dans une section « Liens externes », à la fin de l'article. Ces liens sont à choisir avec parcimonie suivant les règles définies. Si un lien sert de source à l'article, son insertion dans le texte est à faire par les notes de bas de page.
- La présentation des références doit suivre les conventions bibliographiques. Il est recommandé d'utiliser les modèles {{Ouvrage}}, {{Chapitre}}, {{Article}}, {{Lien web}} et/ou {{Bibliographie}}. Le mode d'édition visuel peut mettre en forme automatiquement les références.
- Insérer une infobox (cadre d'informations à droite) n'est pas obligatoire pour parachever la mise en page.

Pour une aide détaillée, merci de consulter Aide:Wikification.
Si vous pensez que ces points ont été résolus, vous pouvez retirer ce bandeau et améliorer la mise en forme d'un autre article.
Danny Ramirez, est un acteur américain d'origine colombienne et mexicaine, né le 17 septembre 1992 à Chicago, Illinois, États-Unis.

## Carrière
Danny Ramirez fait ses débuts à la télévision sur Showtime, dans la série The Affair. Il enchaîne avec des rôles dans Blindspot sur NBC et dans le long métrage Rapid Eye Movement, alors qu'il fréquente la Tisch School of the Arts de l'Université de New York.
Il réapparaît ensuite en tant que Wes dans The Gifted sur Fox et en tant que Mario dans la série de Netflix On My Block. Il joue également dans la série Orange Is the New Black. Il incarne Diamond dans Assassination Nation, peu de temps après avoir obtenu son diplôme,.
En août 2018, Danny Ramirez est annoncé pour Top Gun: Maverick.
En novembre 2018, Ramirez reçoit le NYU Stonestreet Granite Award.
Le 10 septembre 2022, lors de la D23 Expo, il est annoncé pour reprendre son rôle de Joaquin Torres dans le film du MCU Captain America: New World Order réalisé par Julius Onah et prévu pour le 3 mai 2024, rôle qu’il avait déjà joué dans Falcon et le Soldat de l’hiver.

## Filmographie
(janvier 2024).

### Cinéma
- 2018 : Assassination Nation de Sam Levinson : Diamond
- 2019 : Tone-Deaf de Richard Bates Jr. : Rodrigo
- 2019 : Lost Transmissions de Katharine O'Brien : Jake
- 2019 : The Giant de David Raboy : Brady
- 2019 : Silo de Marshall Burnette : Daniel « Lucha » Mendoza
- 2020 : This Is Not a War Story de Talia Lugacy : Timothy
- 2020 : Valley Girl de Rachel Goldenberg : Chip
- 2020 : Root Letter de Sonja O'Hara : Carlos Alvarez
- 2021 : Top Gun: Maverick de Joseph Kosinski : Mickey « Fanboy » Garcia
- 2022 :  Stars at Noon de Claire Denis : le policier costaricien
- 2022 : Une vie ou l'autre de Wanuri Kahiu : Gabe
- 2022 : Sans issue de Damien Power : Ash
- 2024 : Captain America: Brave New World de Julius Onah : Joaquin Torres
- 2024 : Winner de Susanna Fogel : André

### Télévision
- 2016 : The Affair : enfant en mouvement
- 2016 : Blindspot : un étudiant paniqué
- 2017 : Orange Is the New Black : Paolo
- 2017 : The Gifted : Wes
- 2018 : On My Block : Mario Martinez
- 2021 : Falcon et le Soldat de l'hiver : Joaquin Torres
- 2023 : Black Mirror : Hector (saison 3, épisode 4)
- 2025 : The Last of Us : Manny (saison 2)